# Amadeus (film)
Pour les articles homonymes, voir Amadeus.
 (avril 2020).
Pour plus de détails, voir Fiche technique et Distribution.
Amadeus est un film américain réalisé par Miloš Forman, sorti en 1984, et repris en 2002 dans une version director's cut rallongée de vingt minutes. Adaptation de la pièce de théâtre homonyme de Peter Shaffer, qui signe également le scénario du film, l’histoire s'inspire librement d'une courte pièce de Pouchkine, Mozart et Salieri (1830).
Le film est nommé pour 53 prix et en reçoit 40, dont huit Oscars (incluant l’Oscar du meilleur film), quatre British Academy Film Awards, quatre Golden Globes, et un DGA Award. En 1998, l’American Film Institute a classé Amadeus 53e sur son top 100 des films.

## Synopsis

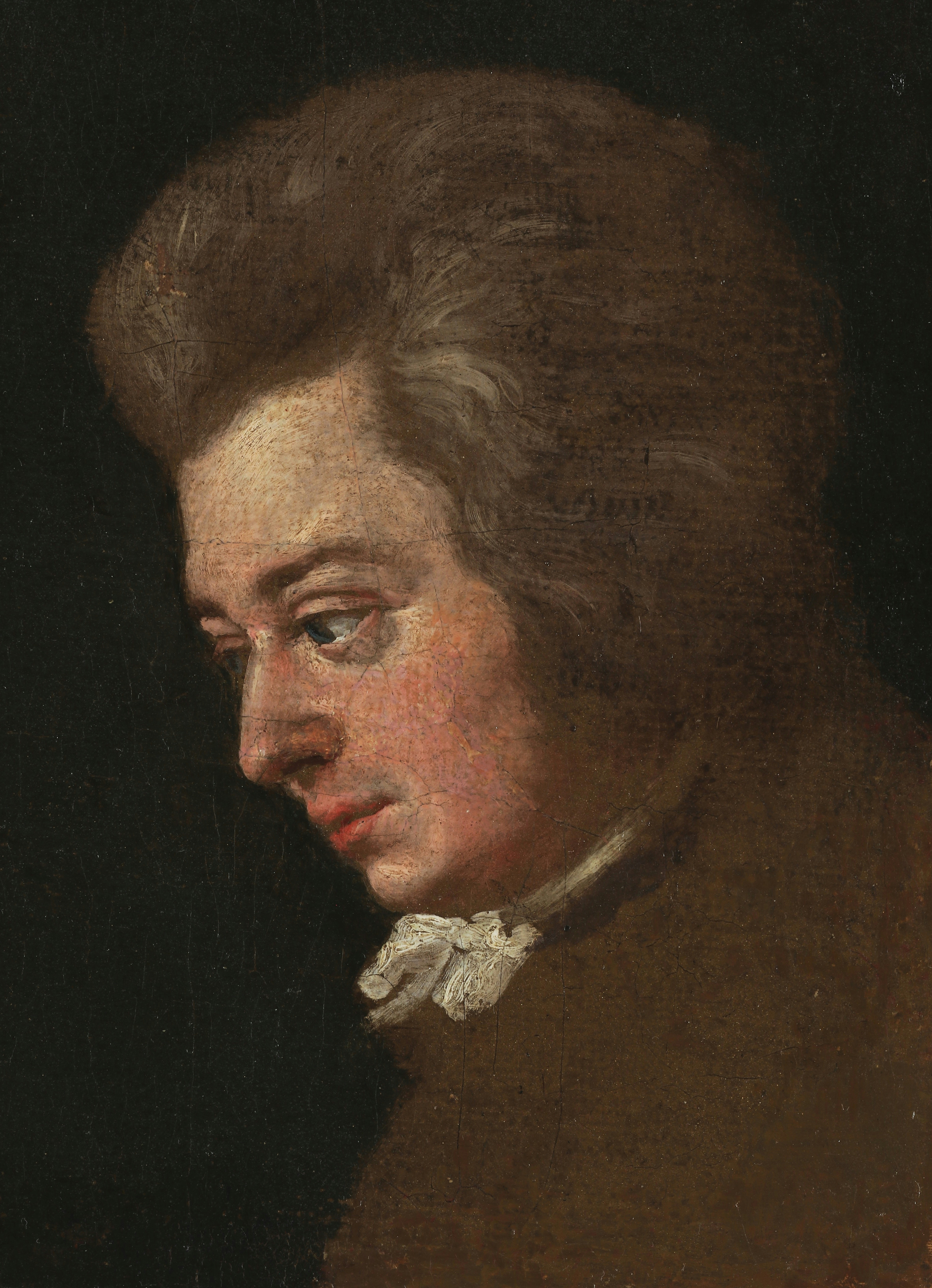
Portrait de Wolfgang Amadeus Mozart par Lange.

Vienne, novembre 1823. Au beau milieu de la nuit, un vieil homme égaré crie : « Pardonne, Mozart, pardonne à ton assassin ! ». Sa chambre étant verrouillée, ses serviteurs tentent de l’allécher avec des pâtisseries mais n’entendent que des sons étouffés suivis d’un cri tranchant. Ils enfoncent la porte et tombent sur leur maître tenant un couteau dans la main et la gorge ruisselante de sang. Cet homme n'est autre qu'Antonio Salieri, jadis musicien réputé et compositeur de la Cour. Sa tentative de suicide le conduit tout droit à l'hôpital psychiatrique, où il est entendu en confession par un prêtre, le Père Vogler.
Dès l’enfance, malgré son père qui désapprouve ses ambitions musicales, il s’est voué tout entier au service de Dieu, s’engageant à le célébrer par sa musique au prix d’un incessant labeur et de sa chasteté. Pour prix de ses sacrifices, il réclame la gloire éternelle. La mort accidentelle de son père permettra à Antonio Salieri de prendre sa revanche et d’entamer une carrière au faîte de laquelle on le nomme compositeur de la cour de l’empereur mélomane Joseph II. Son talent lui vaut durant quelques années les plus hautes distinctions.
C’est alors que le monde entend parler d’un jeune garçon du nom de Wolfgang Amadeus Mozart, promu à travers toute l’Europe par son père Léopold. Son brio enchante les plus grands personnages et les cours les plus brillantes. En 1781 cependant, le jeune Mozart fait irruption à Vienne, précédé d’une flatteuse réputation, mais sans grande éducation et d’une spontanéité qui détonne dans l'univers compassé de la cour. Mozart est en voie de devenir le plus grand compositeur du siècle. Salieri en est le premier convaincu. Quand on a du talent mais qu’on est confronté au génie, comment survivre ? Comprenant la menace que représente pour sa carrière le jeune Mozart, Salieri, fou d'orgueil, rejette Dieu et essaie d’évincer Mozart tout en l’approchant pour savoir pourquoi il est si doué.

## Fiche technique
- Réalisation : Miloš Forman
- Scénario : Peter Shaffer d'après sa pièce de théâtre Amadeus
- Musique : Wolfgang Amadeus Mozart, Antonio Salieri, dirigée par Neville Marriner
- Coordinateur de la musique : John Strauss (en)
- Son : Mark Berger (ingénieur du son)
- Décors : Patrizia von Brandenstein
- Costumes : Theodor Pištěk
- Photographie : Miroslav Ondříček
- Montage : Michael Chandler, Nena Danevic (en), T.M. Christopher (Director’s cut)
- Production : Saul Zaentz, Michael Hausman (délégué) et Bertil Ohlsson (délégué)
- Sociétés de production : The Saul Zaentz Company, AMLF
- Sociétés de distribution : Orion Pictures (États-Unis), AMLF (France)
- Genre : Biopic et drame
- Budget : 18 millions de dollars
- Format : Technicolor • 2,35:1 • 35 mm
- Langue : anglais, italien, latin, allemand, français
- Durée :
  - 153 minutes (version cinéma) (1984)
  - 180 minutes (director’s cut) (2002)
- Dates de sortie : 
  - États-Unis : 6 septembre 1984 (avant-première), 19 septembre 1984 (sortie nationale)
  - France : 31 octobre 1984

## Distribution
Légende : Doublage de la version cinéma (1984) / Doublage de la version Director’s cut (2002)
- F. Murray Abraham (VF : Jean Topart / Pierre Dourlens) : Antonio Salieri
- Tom Hulce (VF : Luq Hamet / Idem) : Wolfgang Amadeus Mozart
- Elizabeth Berridge (VF : Maïk Darah / Agathe Schumacher) : Constanze Mozart
- Simon Callow (VF : Patrick Poivey / Constantin Pappas) : Emanuel Schikaneder
- Roy Dotrice (VF : Jean Berger / Alain Doutey) : Leopold Mozart
- Christine Ebersole (VF : Évelyn Séléna / Mélody Dubos) : Katharina Cavalieri
- Jeffrey Jones (VF : Claude Giraud / Idem) : l’empereur Joseph II
- Charles Kay (en) (VF : Bernard Dhéran / Jean-Luc Kayser) : Comte Francesco Orsini von Rosenberg (it)
- Nicholas Kepros (VF : Jean Michaud / Frédéric Cerdal) : Hieronymus von Colloredo, prince-archevêque de Salzbourg
- Jonathan Moore (VF : Jacques Brunet / Jean-Pierre Gernez) : Baron Van Swieten
- Patrick Hines (en) (VF : Jacques Deschamps / Vincent Grass) : Maître de chapelle Giuseppe Bonno
- Jan Blažek : le commandeur dans Don Giovanni
- Kenny Baker : le commandeur dans la parodie-bouffe de Don Giovanni
- John Strauss (en) : le chef d’orchestre
- Cynthia Nixon (VF : Régine Teyssot) : Lorl, la servante recrutée et payée par Salieri pour travailler chez Mozart
- Vincent Schiavelli (VF : Maurice Risch / Philippe Peythieu) : le valet de Salieri
- Philip Lenkowski (VF : Gérard Rinaldi) : le serviteur de Salieri
- Richard Frank (en) (VF : Edgar Givry / Stéphane Ronchewski) : le père Vogler
- Roderick Cook (en) (VF : Georges Berthomieu) : Comte Von Strack
- Barbara Bryne (en) (VF : Jacqueline Porel / Annie Bertin) : Cäcilia Weber, la mère de Constance
- Brian Pettifer (VF : Marc François) : le préposé à l'hôpital
- Kenneth McMillan (VF : Christian Peythieu) : Michael Schlumberg (Director's cut uniquement)
- Cassie Stuart (VF : Maïté Monceau) : Gertrude Schlumberg (Director's cut uniquement)
- Zdeněk Mahler : le cardinal (non crédité)

## Production

### Genèse et développement
En 1979, Miloš Forman se voit proposer contre son gré d'aller voir la pièce Amadeus de Peter Shaffer. Il est conquis dès le premier acte puis, appréciant encore plus le second, décide d'en faire un film. Il rencontre alors Peter Shaffer et les deux hommes se mettent à travailler sur l'adaptation dans le Connecticut. Trouvant que la pièce impose un aspect très stylisé, Miloš Forman insiste pour que les scènes soient retranscrites de façon bien plus réaliste. De son côté, Peter Shaffer souhaite que le film utilise plusieurs musiques de Mozart. Tout en écrivant le script, les deux hommes écoutent diverses compositions pour les intégrer aux scènes correspondantes.
Forman choisit de tourner le film à Prague en raison de son architecture du XVIIIe siècle. Bien que l'action se déroule à Vienne, Prague offre des éléments moins contemporains. Le cinéaste renoue ainsi avec ses origines mais évite de fréquenter des militants locaux.

### Choix des interprètes
Miloš Forman insiste également pour n'avoir aucun acteur connu dans le film, jugeant que le public ne doit voir que Salieri et Mozart à l'écran.
Plus de 1 400 figurants postulent pour divers personnages. Alors qu'il doit auditionner un énième candidat pour le rôle de Mozart, Forman contacte F. Murray Abraham pour que celui-ci lise les répliques de Salieri face au candidat. En l'écoutant lire les dialogues, Forman se rend compte qu'Abraham est parfait pour incarner le grand rival d'Amadeus. Mais, entre-temps, l'acteur part tourner Scarface avec Brian de Palma. Miloš Forman le recontacte pour lui annoncer qu'il l'engage pour le rôle de Salieri.
Tom Hulce est choisi pour le rôle du jeune et talentueux compositeur. Pour être plus convaincant, l'acteur s'exerce au piano trois à quatre heures par jour (il ne sait jouer que de la guitare à l'origine).
Le rôle de Constanze Mozart est d'abord confié à Meg Tilly. Mais peu avant le début du tournage, l'actrice se déchire un ligament en jouant au football avec des enfants et doit s'arrêter pendant cinq semaines. De retour à New York, Miloš Forman et Peter Shaffer se retrouvent avec 60 candidates venant auditionner. Ils hésitent entre deux postulantes et décident finalement de les emmener en Europe. Une fois sur place, ils tranchent pour l'une d'elles, Elizabeth Berridge.
Miloš Forman contacte aussi Vincent Schiavelli (après l'avoir déjà dirigé dans Vol au-dessus d'un nid de coucou) pour incarner le valet de Salieri, le temps de la scène d'ouverture. Malgré un planning serré, l'acteur fait un aller-retour à Prague pour filmer un plan extérieur sous la neige tandis qu'un autre plan intérieur serait filmé plus tard en studio.
Simon Callow, engagé pour jouer Shikaneder, connaît bien le scénario puisqu'il avait lui-même incarné Mozart dans une représentation de la pièce au Royal National Theatre en 1979.
Mark Hamill, ayant lui aussi interprété le jeune compositeur sur scène, a auditionné pour le même rôle mais Forman l'a refusé. Le réalisateur a déclaré à l'acteur « Mark, personne ne peut croire que Luke Skywalker est Mozart ».

### Tournage
Les trois premières semaines sont uniquement consacrées aux séquences avec Salieri âgé et hospitalisé. F. Murray Abraham se lève chaque jour à 4 heures du matin pour subir par la suite 4 heures 30 de maquillage afin d'être vieilli. Pour éviter le laisser-aller, l'acteur en profite pour répéter son texte et travailler sa gestuelle. L'extérieur de l'hôpital est en fait un bâtiment dont le rez-de-chaussée est occupé par un mouvement communiste et le premier étage comporte des archives de la police. Un couloir est rempli de plus de 75 canons disposés face à face. Miloš Forman demande qu'ils soient tous retirés pour pouvoir filmer.
Bien qu'il se soit entraîné au piano, Tom Hulce joue dans le vide pour la scène de la rencontre de Mozart avec la cour de l'empereur Joseph II. À un moment donné, le personnage lève son regard vers le souverain et son entourage alors qu'il continue de jouer du piano-forte. Pour ce faire, Hulce fut guidé à l'aide d'une oreillette par une musique préenregistrée.
Elizabeth Berridge commence le tournage avec la scène où Constanze s'entretient avec Salieri tout en dégustant un mamelon de Vénus. À l'inverse de son personnage, l'actrice déteste tellement cette friandise qu'elle a du mal à jouer sa scène. De ce fait, Forman lui demande de recommencer en mangeant un autre gâteau. À la fin, Berridge en sort malade.
Les costumes étaient très pénibles à porter selon les dires d'Elizabeth Berridge et Jeffrey Jones.
Quasiment inchangé depuis le XVIIIe siècle, c’est le théâtre baroque Tyl de Prague, où s’est déroulée la première de l’opéra Don Giovanni en 1787, qui fut utilisé pour les séquences d’opéra. Par ailleurs, le décor n'est filmé qu'avec des éclairages naturels, autrement dit des chandeliers avec une centaine de bougies.
Alors que Miloš Forman tourne la séquence de l'opéra Don Giovanni, l'un des chanteurs qui porte une plume de paon sur son chapeau se positionne en arrière et sa plume prend feu contre une bougie. Parmi les figurants dans la salle, une soixantaine de pompiers surgissent sur les planches pour secourir l'acteur.
Seuls quatre lieux furent tournés en studio : la chambre de Salieri à l'asile, l’appartement de Mozart, l’escalier et le théâtre de vaudeville. Les autres prises de vue ont été faites en décor naturel.
La scène de la dictée du Requiem fut en grande partie improvisée, ce qui lui donne un caractère unique. Tom Hulce et F. Murray Abraham avaient chacun une oreillette qui leur transmettait la musique. À un moment, on a l’impression que Mozart est perdu dans ses pensées, mais Hulce a dit que le son ne venait pas et qu’il oubliait ses répliques, d’où les nombreuses interruptions de Abraham/Salieri qui cherchait à reprendre le fil du scénario (dans le film, Mozart dit à Salieri « Est-ce que vous y êtes ? », Salieri lui répond qu'il est perdu).

### Bande originale
Miloš Forman et Peter Shaffer proposèrent à Neville Marriner de diriger la musique de Mozart pour le film. Le chef d'orchestre accepte à la seule condition de ne changer aucune note sur les œuvres du compositeur. Deux morceaux de musique de la bande originale éditée sur double CD n'apparaissent pourtant pas dans le film (quelle que soit la version) : la marche funèbre maçonnique K 427 et l'air de Zaïde Ruhe sanft. En revanche, bon nombre de musiques apparaissant dans le film sont absentes du double CD de la bande originale (cf. liste ci-dessous pour la liste complète des musiques).

#### Extraits musicaux
Liste exhaustive de la musique de Mozart entendue dans le film, versions cinéma et Director's Cut.
- L’Enlèvement au sérail (Die Entführung aus dem Serail), K. 384 : 
  - acte I, chœur des Janissaires
  - acte II, « Martern aller Arten »
  - acte II, « Vivat Bacchus »  (version instrumentale au clavecin uniquement)
  - acte III, « Bassa Selim lebe lange »
- Les Noces de Figaro (Le nozze di Figaro), K. 492 : 
  - acte I, « Cinque... dieci... »
  - acte I, « Non più andrai » (version instrumentale au pianoforte uniquement)
  - acte III, « Ecco la marcia »
  - acte IV, « Gente, gente, all’armi, all’armi »
- La Flûte enchantée (Die Zauberflöte), K. 620 : 
  - acte I, Ouverture
  - acte II, « Der Hölle Rache »
  - acte II, « Schnell Füße, rascher Mut » (version au clavecin et fredonnée)
  - acte II, « Ein Mädchen oder Weibchen »
  - acte II, « Pa pa pa »
- Concerto pour piano no 22, K. 482, 3e mouvement
- Sérénade no 10 « Gran Partita » pour instruments à vent, K. 361 : 
  - 3e mouvement, Adagio
  - 7e mouvement, Final Molto allegro
- Concerto pour piano no 15, K. 450, 3e mouvement
- Requiem,, K. 626 : 
  - Introitus
  - Dies irae
  - Rex tremendae
  - Confutatis
  - Lacrimosa
- Concerto pour piano no 20, K. 466
  - 1er mouvement
  - 2e mouvement
- Don Giovanni, K. 527 :
  - acte I, Ouverture
  - acte I, Duo « La' ci darem la mano » (version parodique)
  - acte II, Final « Don Giovanni a cenar teco »
- Symphonie no 25, K. 183, 1er mouvement
- Grande messe en ut mineur, K. 427 : 
  - 1er mouvement « Kyrie »
  - 5e mouvement « Qui tollis peccata mundi » (version Director's Cut uniquement)
- Concerto no 10 pour 2 pianos, K. 365, 3e mouvement
- Aria pour basse, K. 539 « Ich mochte wohl der Kaiser sein » (version instrumentale seulement)
- Concerto pour flûte et harpe, K. 299, 2e mouvement
- Symphonie no 29, K. 201, 1er mouvement
- Symphonie concertante pour violon et alto, K. 364, 1er mouvement
- Sérénade no 13 en sol majeur pour cordes « Une petite musique de nuit », K. 525, 1er mouvement (version au pianoforte)
- 6 danses allemandes, K. 509, 1re danse
- Contredanse en fa majeur, K. 33B (version au clavecin et au violon)
- Adagio et rondo pour harmonica de verre, flûte, hautbois, alto et violoncelle , K. 617 - Adagio (version Director's Cut uniquement)

Lors de la scène des funérailles du père de Salieri, on peut entendre un extrait du Stabat Mater de Pergolèse : « Quando corpus morietur / Amen ». On entend aussi dans le film un extrait de l'opéra Axur, re d'Ormus de Salieri.

## Accueil

### Accueil critique
Le film a reçu un accueil critique très favorable, recueillant 93 % de critiques positives, avec une note de 8,6/10 sur Rotten Tomatoes, basé sur 96 avis. Sur Metacritic, il obtient une note moyenne de 88⁄100 pour 28 critiques.
Au BURKINA FASO également, se film a beaucoup été apprécié. La note donnée par les élèves de l'ISIS-SE s'élève à 9 sur 10
En France, le site Allociné propose une note moyenne de 4,5⁄5 à partir de l'interprétation de critiques provenant de 8 titres de presse.
Outre ses huit Oscars et ses critiques extrêmement positives, Amadeus est classé parmi les 100 meilleurs films de tous les temps sur le site IMDB. Pour l’American Film Institute, ce film est classé à la 53e place sur la liste établie en 1998, des 100 meilleurs films américains de l’histoire du cinéma.

### Box-office
Le film a recueilli 52 millions de $ aux États-Unis et a réalisé 4 585 292 entrées au cinéma en France, lui permettant de se classer à la quatrième place du box-office.

## Distinctions
Hulce et Abraham furent tous deux nommés pour l’Oscar et le Golden Globes du meilleur acteur pour le même film. Abraham obtint la plupart des prix, dont l’Oscar et le Golden Globe.
Le film gagna un Oscar pour le meilleur maquillage. La perruque rose portée par Mozart et créée par Paul LeBlanc peut maintenant être vue dans l’exposition permanente du Musée acadien de l’Université de Moncton.

### Récompenses
- Oscars du cinéma - 1985 (10 nominations / 8 remportés)
  - Meilleur film
  - Meilleur réalisateur : Miloš Forman
  - Meilleur scénario adapté : Peter Shaffer
  - Meilleur acteur : F. Murray Abraham
  - Meilleure direction artistique : Karel Cerny, Patrizia von Brandenstein
  - Meilleure création de costumes : Theodor Pistek
  - Meilleur maquillage : Dick Smith, Paul LeBlanc
  - Meilleur son : Tom Scott, Chris Newman, Mark Berger, Todd Boekelheide
- Directors Guild of America Awards - 1985
  - Meilleur réalisateur : Miloš Forman et son assistant-réalisateur Michael Hausman
- César du cinéma - 1985
  - Meilleur film étranger
- Golden Globes - 1985 (5 nominations)
  - Meilleur réalisateur : Miloš Forman
  - Meilleur acteur dans un film dramatique : F. Murray Abraham
  - Meilleur film dramatique
  - Meilleur scénario : Peter Shaffer
- BAFTA Awards - 1986
  - Meilleure photographie : Miroslav Ondricek
  - Meilleur montage : Michael Chandler et Nena Danevic
  - Meilleurs maquillages et coiffures : Dick Smith et Paul LeBlanc
  - Meilleur son : John Nutt, Christopher Newman et Mark Berger
- American Film Institute - 1998
  - 53e dans la liste des 100 Greatest American Movies[4]
- Los Angeles Film Critics Association Awards - 1984
  - Meilleur film
  - Meilleur acteur : F. Murray Abraham
  - Meilleur réalisateur : Miloš Forman
  - Meilleur scénario : Peter Shaffer

### Nominations
- Oscars du cinéma - 1985
  - Meilleure photographie : Miroslav Ondricek
  - Meilleur acteur : Tom Hulce
  - Meilleur montage : Michael Chandler, Nena Danevic
- BAFTA Awards - 1986
  - Meilleur film
  - Meilleur acteur : F. Murray Abraham
  - Meilleur scénario adapté : Peter Shaffer
  - Meilleurs costumes : Theodor Pistek
  - Meilleure direction artistique : Patrizia von Brandenstein
- Golden Globes - 1985 (5 propositions)
  - Meilleur acteur dans un film dramatique : Tom Hulce
  - Meilleur acteur dans un second rôle : Jeffrey Jones

## Analyse

### Différences avec la réalité historique
Ce film ne doit pas être considéré comme une biographie, mais comme une fiction qui s’inspire librement de l’histoire de Mozart, ce qui explique les nombreuses différences par rapport aux faits.
Par exemple :
- Dans le film, lors de son mariage avec Constanze dans la cathédrale Saint-Étienne de Vienne qui eut lieu le 4 août 1782, on entend la musique du Kyrie de sa grande messe en ut mineur K 427. En réalité, cette messe n'a été jouée qu'une seule fois du vivant de Mozart, mais l'année suivante à Salzbourg le 26 octobre 1783.
- Dans le film, quand on rencontre Mozart pour la première fois, nous sommes début mai 1781, il est dans le logement de son prince-archevêque Colloredo et on l'attend pour diriger sa propre musique qui est la Sérénade K 361 pour 12 instruments à vent et violoncelle. Or, cette œuvre fut composée fin 1783 ou début 1784 et fut créée pour la première fois le 23 mars 1784. Mais cette découverte est assez récente et à l'époque du film, on croyait cette œuvre composée à Munich début 1781[7].
- Durant tout le film on nous montre un Salieri clairement plus vieux d'au moins une quinzaine d'années que Mozart (les deux acteurs ont 14 ans d'écart), mais dans la réalité Salieri n'avait que 6 ans de plus.
- Dans le film, lorsque Léopold Mozart rend visite à son fils et sa femme à Vienne en 1785, Wolfgang présente sa femme (encore couchée) à son père. Or, dans la réalité, ils s'étaient vus deux ans auparavant puisque Mozart avait fait le voyage à Salzbourg pour présenter Constanze à sa famille.
- Dans le film, Wolfgang et Constanze semblent n'avoir eu qu'un seul fils alors qu'en réalité, ils ont eu six enfants sur neuf ans de mariage dont un dernier né en juillet 1791. Seuls deux garçons ont survécu à leur enfance.
- 1781, dans le film Mozart joue la marche écrite par Salieri devant l'Empereur, il continue à jouer et, par la suite, corrige la marche de Salieri en jouant une mélodie qui est le "Non più andrai" des Noces de Figaro. Or, cette mélodie ne fut composée que cinq ans plus tard, en 1786. Même si cette scène a été inventée pour le film, elle a toutefois une référence authentique où, en 1778 lors de son voyage à Paris, Mozart avait corrigé une partition que lui avait présentée Joseph Legros alors responsable du Concert Spirituel. Ce qui avait bien contrarié ce dernier.
- Mozart et sa famille semblent vivre dans le même appartement durant tout le film, alors que Mozart a déménagé plusieurs fois à Vienne (12 fois en dix ans). Son mariage en 1782, la composition des Noces de Figaro et sa mort : ces trois événements majeurs du film ont, en réalité, eu lieu dans trois appartements différents.
- Quand Salieri pénètre avec la servante dans l'appartement de Mozart en son absence, il prend en main la première page manuscrite de l'ouverture des Noces de Figaro, on lit alors le titre Le nozze di Figaro et le mot ouverture (écrit en français). Or, sur le vrai manuscrit, sur cette première page, il n'y a ni le titre de l'opéra ni le mot "ouverture", Mozart s'étant juste contenté d'inscrire le mot Sinfonia.
- Le comte Orsini Rosenberg, comme dans le film, avait bien fait interdire le ballet de l'acte 3 des Noces de Figaro, mais la scène où il arrache des pages de l'opéra de Mozart durant les répétitions du ballet est une pure invention et n'a jamais eu lieu dans la réalité. Par contre, la scène suivante, où Joseph II assiste à une des répétitions et donne raison à Mozart en rétablissant le ballet, est parfaitement authentique.
- Les extraits de L'Enlèvement au sérail et de La Flûte enchantée sont interprétés en anglais et non en allemand, comme dans la version originale de ces opéras.
- Dans le film, Mozart aurait perdu l'estime de l'empereur Joseph II et de la cour après l'échec de son opéra Les Noces de Figaro durant lequel le souverain bâilla. Puis, par la suite, Mozart est engagé dans le théâtre de Schikaneder. En fait, cet opéra a eu un très beau succès d'estime à Vienne et a été un véritable triomphe à Prague. C'est même grâce à ce succès que Prague lui commanda Don Giovanni pour l'année suivante. Joseph II a été très satisfait des services du compositeur jusqu'à sa mort en 1791. À la mort de Gluck, en 1787, l'empereur donna à Mozart le poste de Musicien de la chambre impériale avec un salaire de 800 florins, ce qui est deux fois et demi inférieur à celui (2000 florins) qu'avait Gluck pour le titre de compositeur de la chambre impériale. Et même son successeur, Leopold II , appréciait Mozart puisque non seulement il le conforta dans ce poste mais, lors de son couronnement, nombre de ses messes et concertos pour piano ont été joués (dirigés par Salieri d'ailleurs) et la cour lui commanda pour cet événement un opéra : La Clémence de Titus, composé en 3 semaines seulement, de fin août à début septembre 1791. Quant à Shikaneder, grand ami franc-maçon de Mozart, il lui commanda bel et bien La Flûte enchantée, mais 5 ans après Les Noces de Figaro.
- Il y a une grosse coupure dans le film puisque l'on passe directement de la mort du père de Mozart (1787) à la commande du Requiem (juillet 1791).
- C’est Salieri qui est montré commandant le Requiem à Mozart. Or, on sait qu’il s’agit d'un serviteur envoyé par le comte Franz de Walsegg. De plus, il neige durant la scène de commande du Requiem dans le film alors que la commande avait été faite en plein été, en juillet 1791.
- Salieri a bien assisté à La Flûte enchantée mais pas tout seul dans son coin en secret comme dans le film, mais invité et amené par Mozart lui-même : le 14 octobre 1791, ce dernier écrit dans une lettre à sa femme : « à 6 heures je suis allé chercher Salieri et la Cavalieri en voiture et les ai conduits à la loge... tu ne peux pas t'imaginer comme tous deux se sont montrés aimables, combien non seulement ma musique, mais aussi le livret et tout l'ensemble, leur ont plu »[8].
- La phrase de Salieri à la fin du film « vous êtes le plus grand compositeur que j'aie jamais connu » (« de notre époque » dans la version director's cut) a bel et bien été prononcée. Cependant, elle ne fut pas dite par Salieri à Wolfgang en 1791 mais par Joseph Haydn au père de Mozart, Léopold Mozart, en 1785. La vraie phrase étant « Je dois vous le dire devant Dieu, et comme un honnête homme, votre fils est le plus grand compositeur que je connaisse, en personne et de nom ».
- À la fin du film, Mozart meurt au petit matin peu après le retour de sa femme et de son fils. En réalité, il est mort vers une heure moins cinq du matin, selon le diagnostic du médecin, et entouré de sa femme, la sœur de cette dernière et de ses deux élèves, tous à son chevet depuis plusieurs jours.
- Salieri n’était pas présent au moment de la mort de Mozart et ne l’a jamais assisté dans l’écriture de sa messe funèbre ; il était, en revanche, bien présent à ses funérailles, preuve de son admiration et de son estime pour son jeune confrère de six ans seulement son cadet.
- Lors de ses obsèques : dans le film, les fossoyeurs font glisser le corps de Mozart hors de son cercueil dans la fosse commune. En réalité, le cercueil tout entier fut placé dans cette même fosse.
- Lors de ces mêmes obsèques on voit dans le film des personnes qui n'y étaient pas dans la réalité : notamment Constanze et sa mère n'étaient pas là, la servante non plus. Les personnes présentes étaient (en gras celles présentes dans le film et dans la réalité) : Joseph Deiner (un ami, traiteur de profession), Franz Xaver Süssmayr (un de ses élèves), le Baron Van Swieten (grand ami et défenseur de sa musique), Kapellmeister Roser, Orsler (un ami violoncelliste), Joseph Lange (beau-frère de Mozart), Antonio Salieri (compositeur de la cour), Sophie Haibel (sœur de Constanze), quelques membres de la troupe de Schikaneder dont Emmanuel Schikaneder lui-même. Constanze donc n’assista pas à la cérémonie, étant malade et complètement à bout de nerfs...

En conclusion, Mozart n'a jamais été un concurrent très sérieux pour Salieri (à part, peut-être, dans le domaine de l'opéra italien). En tout cas, jamais le succès de Mozart, très important à Vienne de 1783 à 1787, n'a pu gêner en quoi que ce soit Salieri dans sa carrière. Ce qui est vrai, et qui a probablement créé le fantasme et la légende, est que Salieri s'est accusé, dans sa grande vieillesse (il est mort en 1825 à 75 ans), d'être « responsable » de la mort de Mozart. Les spécialistes pensent qu'il s'agit plutôt d'un regret de ne pas avoir accueilli et reconnu assez vite le génie de Mozart (comme bien d'autres à Vienne) et d'avoir indirectement précipité la mort de Mozart en ne faisant pas tout pour qu'il ait un succès et un confort dignes de son talent. D'ailleurs, la mort de Mozart a terriblement choqué le monde musical viennois. Lorsque le jeune Beethoven, âgé de 22 ans, arriva à Vienne six mois seulement après, il fut accueilli comme un deuxième Mozart et profita de toutes les facilités que ces notables avaient refusées à Mozart. La preuve de ce retournement d'opinion est que le fameux grand protecteur de Beethoven, le prince Lichnowsky, en 1791, avait intenté et gagné un procès à Mozart pour dettes non recouvrées.
En revanche, le jeu de l’acteur correspond à quelques traits réels de Mozart : il était petit de taille (environ 1,62 m), « demeuré enfant » selon sa sœur, joyeux et plaisantant sans cesse, assez dur de jugement à l’égard de ses collègues, peu courtisan et peu diplomate selon Grimm, joueur invétéré de billard, de cartes (dont le fameux jeu du pharaon, jeu d'argent proche du black-jack) et fêtard.

## Autour du film
- L’idée du rire si particulier est issue des lettres écrites à son sujet. Dans l’une d’elles, on décrit le rire de l’artiste comme une sorte d’« étourdissement contagieux », dans une autre comme « du métal rayant du verre ». En revanche, aucun témoignage ne confirme la chevelure hirsute dont le film l'affuble, sans doute inspirée de celle de Beethoven, et toutes les représentations de l'époque le montrent coiffé selon la mode de l'époque, et le plus souvent poudré.
- Le film est parodié dans la série Les Simpson, dans l’épisode En marge de l'histoire en 2004. Bart joue le rôle de Mozart et Lisa celui de Salieri. Dans cet épisode parodique, Lisa profite de la mort de Bart pour retenter sa chance dans la musique mais elle est devancée par Nelson incarnant Beethoven.
- De même dans un épisode de la série Family Guy.
- On trouve aussi de nombreuses scènes parodiées dans le treizième épisode de la seconde saison de 30 Rock.
- Dans Last Action Hero on évoque le film lorsque John Practise (joué par F. Murray Abraham) est accusé par le jeune Danny Madigan d'avoir tué Mozart. Lorsque, plus tard, Jack Slater (Arnold Schwarzenegger) le lui confirme, John lui répond « Tu sais Jack, je tue tellement de monde qu'il m'arrive parfois d'en oublier. ».
- D'autres créateurs se sont intéressés aux confrontations de Mozart et de Salieri : Alexandre Pouchkine a écrit une pièce Mozart et Salieri dont la représentation a été filmée par Nina Ignatova en 1958[9] avec pour interprètes Nikita Podgorny interprétant Mozart, Mikhaïl Astangov interprétant Salieri et Vladimir Andreïevitch Dorofeïev (ru) interprétant un vieux violoniste.

### Version longue
Une version longue director’s cut de 2h53 a été présentée à la Berlinale 2002 puis distribuée internationalement avec des scènes supplémentaires, dont le personnage de Michael Schlumberg, interprété par Kenneth McMillan. Notons que la version originale de 2h33 est parfois diffusée également avec un intertitre "Director’s cut", ce qui peut prêter à confusion.
Pour la version française, au lieu de simplement doubler les passages inédits, il fut décidé de redoubler entièrement le film. Seuls Luq Hamet et Claude Giraud retrouvèrent leurs rôles de Mozart et Joseph II. Aucun des autres comédiens de l'époque n'a participé à cette nouvelle version, alors que beaucoup étaient alors encore vivants et en activité (exceptés Jean Michaud et Jacques Deschamps, décédés un an auparavant). Jean Topart, la première voix de Salieri, fut pour sa part bien contacté pour ce redoublage, mais déclina l'offre, déclarant qu'il « refusait de refaire ce qu'il avait déjà fait auparavant ».